# Der rasende Gockel
Der rasende Gockel (Originaltitel: Stroker Ace) ist eine Actionkomödie von Hal Needham aus dem Jahr 1983.

## Handlung
Stroker Ace ist ein populärer Rennfahrer und dreifacher Champion der NASCAR. Er ist ein Alles-oder-Nichts-Pilot, entweder gewinnt er oder kommt nicht ins Ziel. Er ist ein arroganter Typ und interessiert sich für nichts um ihn herum, bis auf seine Rivalität mit dem jungen Aufsteiger Aubrey James.
Als er sich mit seinem Sponsor Jim Cattey von Zenon Oil überwirft (indem er dessen Wagen mit Beton füllt während Cattey noch darin sitzt), muss er sich nach einem neuen Geldgeber umsehen. Der Besitzer der Hähnchenrestaurantkette Clyde Torkle bietet sich an und offeriert Stroker und seinem Mechaniker Lugs Harvey einen Dreijahresvertrag, den sie überstürzt annehmen. Wie sich später herausstellt, hat er sich mit diesem Vertrag verpflichtet an diversen PR-Veranstaltungen teilzunehmen, die Stroker überhaupt nicht gefallen. Unter anderem muss er in Hühnerkostümen in der Öffentlichkeit auftreten und zu allem Übel hinnehmen, dass seinen Rennwagen der Slogan „The Fastest Chicken in the South“ (Das schnellste Hühnchen im Süden) ziert.
Als sich Stroker gewahr wird, dass er sich selbst aus diesem Vertrag nicht herausbekommen kann, ersinnt er mit Lugs einen Plan, wie er Torkle dazu bekommen kann, ihn zu feuern.
Während er für Torkle arbeitet, kommt er mit der hübschen Pembrook in Kontakt, die für die PR-Arbeit Torkles verantwortlich zeichnet. Er versucht sie für sich zu begeistern, doch erst als er die Antialkoholikerin betrunken bekommen hat, eröffnet sich für ihn die Chance, die bekennende Jungfrau ins Bett zu bekommen. Doch er bekommt ein schlechtes Gewissen und lässt von ihr ab.
Stroker schafft es, einige Rennen zu gewinnen und hat im letzten Rennen der Saison die Chance, den Meistertitel zu erringen. Kurz vor dem letzten Rennen starten Stroker und seine Freunde mit der Umsetzung ihres Plans, der es Stroker ermöglichen soll, aus dem Vertrag mit Torkle auszusteigen: sie schicken einen Strohmann zu Torkle, der sich als Brauereibesitzer ausgibt und Torkles Unternehmen aufkaufen will. Torkle nimmt sich Bedenkzeit bis zum Ende des letzten Rennens.
Bevor das letzte Rennen gestartet wird, macht Torkle Stroker folgenden Vorschlag: Sollte er gewinnen und Meister werden, muss er die vertraglich vereinbarten, weiteren zwei Jahre Hühnchen bewerben; sollte er das nicht schaffen, würde er ihn entlassen und den Vertrag für nichtig erklären.
Während des Rennens ist Stroker hin- und hergerissen und fällt zunächst weit zurück. Doch je länger das Rennen dauert, umso mehr packt ihn sein Ehrgeiz, das Rennen zu gewinnen.
Durch seine schlechte Position im Rennen fühlt sich Torkle genötigt, dem Deal mit der Brauerei zuzustimmen und gibt zur gleichen Zeit der Presse bekannt, dass er Stroker mit sofortiger Wirkung entlässt. Als diese Nachricht zu Stroker im Rennauto durchsickert, beschließt er endgültig, nochmal alles zu geben und den Titel zu holen. In einem engen Finale schafft er es auf die Spitzenposition, wird in der letzten Kurve von einem Konkurrenten in einen Dreher geschickt, wodurch sich sein Wagen überschlägt und er auf dem Dach liegend über die Ziellinie gleitet.
Torkle gratuliert dem neuen Meister zähneknirschend ob seiner voreiligen Entscheidung, ist aber bislang noch davon überzeugt, einen finanziell lukrativen Verkauf seiner Firma eingefädelt zu haben. An dieser Stelle eröffnet Stroker ihm jedoch, dass dieser Kontrakt nicht zustande kommen kann, da die kaufwillige Brauerei eine von ihm eingefädelte Finte war.

## Hintergrund
Die Actionkomödie ist eine Verfilmung des Romans Stand On It von William Neely und Robert K. Ottum. Burt Reynolds verzichtete für die Rolle in dieser Komödie auf eine Rolle in Zeit der Zärtlichkeit, die schließlich von Jack Nicholson gespielt wurde.

## Kritiken
Roger Ebert schrieb in der Chicago Sun-Times (1. Juli 1983), der Film sei zwar eine Literaturverfilmung, aber er gehöre zu einer Reihe praktisch identischer Filme mit Burt Reynolds wie Auf dem Highway ist die Hölle los. Er sei leichte Unterhaltung für den Sommer.

## Auszeichnungen
Jim Nabors erhielt 1984 die Goldene Himbeere für den schlechtesten Nebendarsteller. Hal Needham und Hank Moonjean wurden 1984 für eine, Loni Anderson für zwei Goldene Himbeeren nominiert.

## DVD-Veröffentlichung
- Der rasende Gockel. Koch Media GmbH, 2011